# Atelecrinidae
Gli Atelecrinidi (Atelecrinidae Bather, 1899) sono una famiglia di echinodermi crinoidei dell'ordine dei Comatulidi.

## Descrizione
Sono crinoidi privi di peduncolo, che si ancorano temporaneamente al substrato per mezzo di cirri mobili a forma di artiglio, articolati direttamente alla base del calice.

## Tassonomia
La famiglia comprende 11 specie viventi, raggruppate in tre generi:
- Adelatelecrinus Messing, 2013
  - Adelatelecrinus sulcatus (AH Clark, 1912)
  - Adelatelecrinus vallatus Messing, 2013

- Atelecrinus Carpenter, 1881
  - Atelecrinus balanoides Carpenter, 1881
  - Atelecrinus helgae AH Clark, 1913

- Paratelecrinus Messing, 2013 
  - Paratelecrinus amenouzume Messing, 2013
  - Paratelecrinus conifer (AH Clark, 1908)
  - Paratelecrinus cubensis (Carpenter, 1881)
  - Paratelecrinus laticonulus Messing, 2013
  - Paratelecrinus orthotriremis Messing, 2013
  - Paratelecrinus telo Messing, 2013
  - Paratelecrinus wyvilli (Carpenter, 1882)